# Шомјо водопад
Шомјо водопад (称名滝 Shōmyō-daki) је водопад у вароши Татеџама, Префектура Тојама, Јапан, највећи водопад у Јапану са висином од 497 метара . Шомјо водопад је највиши водопад у Јапану са 350 м. Водопад има четири платоа: први на 70 м, други на 58 м, трећи на 96 метара и последњи на висини 126 м. Највећа количина воде тече преко водопада у рано лето, када се снег на планини Татеџама топи.
Суседни Ханоки водопад, се обично сматра "повремено" највишим, јер има само воду од априла до јула, када се снег на Мидагахара платоу топи. Као што се види на слици, Ханокј и Шомјо водопади су дупли.